# Azrieli Sarona Tower

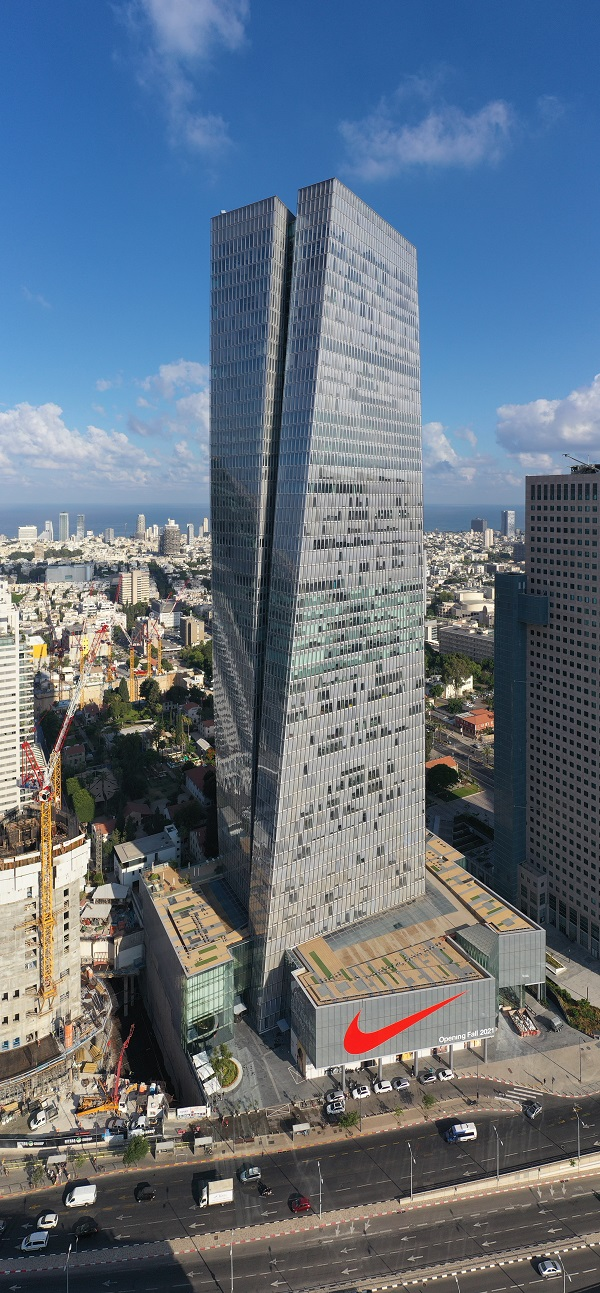
Azrieli Sarona Tower, 2021

Azrieli Sarona Tower (מגדל עזריאלי שרונה) ist mit 61 Stockwerken und 238,5 Metern Gesamthöhe das höchste Hochhaus in Israel. Es steht im Viertel Sarona der Wirtschaftsmetropole Tel Aviv-Jaffa. Baubeginn war im Jahre 2013 und eröffnet wurde das Gebäude im Jahre 2017. Er enthält eine siebenstöckige Tiefgarage mit 1600 Parkplätzen, ein dreistöckiges Einkaufszentrum, Büroräume und ein Hotel. Es gehört zu 100 % der Azrieli Group. Es werden auf über 50 Etagen Büroflachen zu je 2400 m² angeboten, was insgesamt eine Büroflächenangebot von 120.000 m² ergibt. Architektbüro war Moshe Tzur Architects and Town Planners.